# Karolina Janyga
Karolina Janyga, po mężu Kulik (ur. 15 marca 1976 w Poznaniu) – polska koszykarka grająca na pozycjach rozgrywającej, po zakończeniu kariery zawodniczej trenerska koszykarska.

## Osiągnięcia
Na podstawie, o ile nie zaznaczono inaczej.
Drużynowe
- Mistrzyni Polski (1994, 1998, 2000, 2003, 2005)
- Wicemistrzyni Polski (1995, 2006)
- Brązowa medalistka mistrzostw Polski (1996)
- Zdobywczyni Pucharu Polski (2005)
- Finalistka Pucharu Polski (2006)
- Uczestniczka rozgrywek:
  - Euroligi (2004–2006)
  - Pucharu Ronchetti (1997/98)
  - FIBA World League (2004)

Indywidualne
- Uczestniczka:
  - meczu gwiazd PLKK (2004, 2005)[2][3]
  - meczu gwiazd POZKosz (2013)[4]
- MVP meczu gwiazd POZKosz (2013)[4]

Reprezentacja
- Uczestniczka mistrzostw Europy U–18 (1994 – 12. miejsce)[5]